# Palacio de los Condes de Montalbán
El palacio de los Condes de Montalbán es un inmueble del municipio español de La Puebla de Montalbán, en la provincia de Toledo. Cuenta con el estatus de Bien de Interés Cultural.

## Historia
Se ubica en el número 14 de la Plaza Mayor de la localidad toledana de La Puebla de Montalbán, en Castilla-La Mancha. Se trata del mejor edificio de arquitectura civil de la localidad. Pertenece a la arquitectura del Renacimiento y ocupa una gran extensión de terreno, con la fachada principal dando a la citada Plaza Mayor. En ella se abre la puerta principal de estilo plateresco con dos jambas y columnas renacentistas rematadas en flameros y coronada por un arco trilobulado, adornado en su centro con los blasones de la Casa.
Fue diseñado en 1554 por el arquitecto toledano Alonso de Covarrubias. Completan la fachada dos grandes ventanas y seis balcones de forja. En el ángulo sureste un pasadizo sostenido por dos grandes arcos de medio punto comunica el palacio con la iglesia parroquial de Nuestra Señora de la Paz, donde se abren unas tribunas. Otro arco de más altura cierra el ángulo sureste que sirve de paso a la calle de Manzanillas.
El edificio del palacio se inició a finales del siglo XV por el maestre de Santiago Juan Pacheco, sucediéndole en la obra su hijo Alonso Téllez Girón y Marina Guevara, su esposa y, más tarde, su nieto Juan Pacheco y la esposa de este Leonor Chacón. En el interior del palacio destaca en la planta baja un patio con arcadas y columnas de granito y en el piso principal tres artísticos alfajes de pino de Cuenca, pintados y decorados con pintura de época, de estilo mudéjar, gótico y plateresco. En el inmueble nació Pedro Pacheco y Guevara, prelado de la Iglesia, asistente al Concilio de Trento y fundador de la iglesia y monasterio de Concepcionistas de la localidad. Igualmente, en el palacio falleció, en 1526, Diego Colón, primogénito de Cristóbal Colón.
Del palacio forma parte la antigua Casa Clavería, edificio del siglo XVII construido de ladrillo, con una gran portada adintelada, de cuya fachada principal fueron arrancadas las rejas de sus ventanas y balcones en el siglo XX.
Fue declarado Bien de Interés Cultural, en la categoría de monumento, el 26 de noviembre de 1991, mediante un decreto publicado el día 31 de ese mismo mes en el Diario Oficial de Castilla-La Mancha (DOCM).
En 2021 es puesto a la venta por su propietaria, la actual duquesa de Osuna, Ángela María de Solís-Beaumont y Téllez-Girón.